# Етида
Етида је музички облик који служи за техничко савладавање свирачког умећа. То су углавном мелодијски једноставне композиције. Етида настаје упоредо са развојем техничког виртуозитета, нарочито на клавиру и виолини. Уз многобројне етиде изразито техничког карактера, нарочито у доба романтизма, дела ближа клавирској минијатури или етиде концертног карактера
Шопен је написао 24 клавирске етиде у два опуса (опус 10 и опус 25) и 3 етиде из опуса постхум. Поред Шопена, клавирске етиде су компоновали Роберт Шуман, Франц Лист, Александар Скрјабин или виолинске Николо Паганини.

## 19. век
Студије, лекције и друга дидактичка инструментална дела настала пре 19. века су изузетно разноврсна, без икаквих устаљених жанрова. Доменико Скарлатијевих 30 Essercizi per gravicembalo („30 вежби за чембало“, 1738)  се по обиму не разликују од осталих његових дела на клавијатури, а Ј.С. Бахова четири тома Clavier-Übung („вежбања са клавијатуром“) садрже све, од једноставних дуета за оргуље до опсежних и тешких Голдбергових варијација.
Техника потребна за свирање Шопенових етида, оп. 10 (1833) и Оп. 25 (1837) је била изузетно нова у време њиховог објављивања; први извођач који је успео да савлада дела био је чувени виртуозни композитор Франц Лист (коме је Шопен посветио Оп. 10). Сам Лист је компоновао низ етида које су биле опширније и још сложеније од Шопенових. Међу њима је најпознатија збирка Études d'Execution Transcendante (коначна верзија објављена 1852). Оне, међутим, нису задржале дидактички аспект Шопеновог дела, пошто тежина и техника која се користи варира у оквиру датог дела. Свака од етида има другачији карактер, назначен њеним именом: Прелудио; Молто Виваче; Пајсиџ [Пејзаж]; Мазепа; Фе Фолетс [Irrlichter/ Will-o'-the-wisp]; Визија; Хероика; Дивљи лов; Рикорданца; Алегро Молто Агитато; Вечерње хармоније; и Снежни вртлози.
У 19. веку је такође забележен велики број етида и збирки студија за инструменте који нису клавир. Гитариста композитор Фернандо Сор објавио је својих 12 студија, оп. 6 за гитару у Лондону још 1815. Сва ова дела су у складу са стандардном дефиницијом етиде из 19. века по томе што су кратке композиције, од којих свака користи један аспект технике. Збирке студија за флауту објавили су у другој половини 19. века Ернесто Келер, Вилхелм Поп и Адолф Тершак.

## 20. век
Почетком 20. века објављено је неколико значајних збирки етида. Етиде за клавир Клода Дебисија (1915) су у складу са правилом „један аспект технике по комаду“, али показују неортодоксне структуре са много оштрих контраста, а многе се концентришу на звучности и темброве својствене клавиру, а не на техничке тачке. Леополд Годовскијеве 53 студије о Шопеновим етидама (1894–1914) изграђене су на Шопеновим етидама: додаци и промене Годовског уздигли су Шопенову музику на нове, до сада непознате нивое тежине. Друге важне етиде овог периода укључују виртуозних 12 етида Хеитора Виља-Лобоса за гитару (1929) и дела руских композитора: Студије-Слике Сергеја Рахмањинова (1911, 1917) и неколико збирки Александра Скрјабина (све за клавир).
Средином века стара традиција етиде је углавном напуштена. Оливије Месијанове Quatre études de rythme („Четири студије у ритму“, 1949–50) нису биле дидактичке композиције, већ експерименти са скалама трајања, као и са динамиком, фигурацијама, колоритом и тоном. Етиде Џона Кејџа — Études Australes (1974–75) за клавир, Études Boreales (1978) за виолончело и/или клавир и Freeman Études (1977–80, 1989–90) за виолину – су неодређени комади засновани на звезданим картама, и неки од најтежих дела на репертоару. Три књиге Етида Ђерђа Лигетија (1985, 1988–94, 1995) су можда најближе старој традицији по томе што се свака такође концентрише на одређену технику.  Кајкосру Шапурџи Сорабџевих 100 трансценденталних студија (1940–44), које узимају Годовског и Листа као своју полазну тачку, често се фокусирају на одређене техничке елементе, као и на различите ритмичке потешкоће. Вилијам Болком је награђен Пулицеровом наградом за Дванаест нових етида за клавир 1988. године.